# Untriunium
Cet article court présente un sujet plus développé dans : Superactinide.
L'untriunium (symbole Utu) est la dénomination systématique attribuée par l'UICPA à l'élément chimique hypothétique de numéro atomique 131.
Cet élément de la 8e période du tableau périodique appartiendrait à la famille des superactinides, et ferait partie des éléments du bloc g. Sa configuration électronique serait, par application de la règle de Klechkowski, [Og] 8s2 5g11, mais a été calculée, en prenant en compte les corrections induites par la chromodynamique quantique et la distribution relativiste de Breit-Wigner (en), notamment sous la forme [Og] 8s2 8p2 6f3 5g6, ou [Og] 8s2 8p2 6f2 5g7 par la méthode Dirac-Fock-Slater.
À mesure qu'on s'éloigne de l'îlot de stabilité (ne dépassant pas Z ≈ 127), les atomes synthétisés devraient rapidement devenir extrêmement instables, au point que Z ≈ 130 est fréquemment cité comme limite « expérimentale » à l'existence pratique de ces éléments ; il n'est donc pas certain que l'élément 131 puisse un jour être effectivement détecté.